# Municipalité de Playas de Rosarito
Playas de Rosarito est une municipalité mexicaine de l'État de Basse-Californie dont le siège est la ville de Rosarito.

## Géographie
La municipalité s'étend sur 513,32 km2 dans le nord-ouest de la Basse-Californie et est bordée par l'océan Pacifique à l'ouest. Elle est limitrophe de la municipalité de Tijuana, qui l'entoure presque entièrement au nord, à l'est et au sud, ainsi que par celle d'Ensenada au sud-ouest.

## Histoire
À partir du XIXe siècle, son territoire fait partie de la municipalité de Tijuana.
La municipalité de Playas de Rosarito est créée par un vote du Congrès de Basse-Californie le 29 juin 1995 et entre en vigueur le 1er décembre suivant. Les premières élections municipales ont lieu en 1998.

## Politique et administration
La municipalité est dirigée par un maire (« président municipal ») et un conseil élus pour trois ans.
| Période | Période  | Identité                    | Étiquette | Qualité |
| ------- | -------- | --------------------------- | --------- | ------- |
| 1998    | 2001     | Silvano Abarca Macklis      | PAN       |         |
| 2001    | 2004     | Luis Enrique Díaz Félix     | PAN       |         |
| 2004    | 2007     | José Antonio Macías Garay   | PAN       |         |
| 2007    | 2010     | Hugo Eduardo Torres Chabert | PRI       |         |
| 2010    | 2013     | Javier Robles Aguirre       | PRI       |         |
| 2013    | 2016     | Silvano Abarca Macklis      | PNA       |         |
| 2016    | 2019     | Mirna Cecilia Rincón Vargas | PAN       |         |
| 2019    | en cours | Aracely Brown               | Morena    |         |

## Studio cinématographique
La 20th Century Fox a créé un studio dans cette ville (où le coût de la main d'œuvre est peu élevé) spécialement pour produire le film Titanic (1997).
Pour loger les décors immergeables, la 20th Century Fox a acquis seize hectares de terrain le long des côtes. Des opérations de dynamitage ont débuté en juin 1996 pour creuser les bassins, le plus grand ayant une capacité de 85 millions de litres, et le second de 25 millions. Un autre bassin d'une capacité de 1,6 million de litres, a quant à lui servi au tournage des scènes montrant les naufragés qui se débattent dans l'eau glacée et les rescapés dans les canots.
D'autres films ont ensuite utilisé les bassins :
- Demain ne meurt jamais (1997)
- Peur bleue (Deep Blue Sea) (1999)
- Le Poids de l'eau (2000)
- Pearl Harbor (2001)
- Master and Commander : De l'autre côté du monde (Master and Commander: The Far Side of the World) (2003)
- Les Fantômes du Titanic (2003)
- All is Lost (2013)
- Fear the Walking Dead saison 2 (2016)